# Kolnadu, Bantval
Kolnadu là một làng thuộc tehsil Bantval, huyện Dakshin kannad, bang Karnataka, Ấn Độ.